# Илеборка
Илебо́рка (чув. Илепе́р) — река в России, протекает по Вурнарскому району Чувашии. Исток — у деревни Тюлюкасы, пересыхающий. Устье реки находится в 132 км по правому берегу Большого Цивиля. Длина реки — 12 км (по другим данным — 13 км). Площадь бассейна составляет 50,6 км² (по другим данным — 5,1 км²), уклон реки — 1,6 ‰. Питание смешанное, весеннее половодье. Имеет 7 притоков (в том числе — Куйма́с, Юлапа́ш), самый крупный из них — Тумбай (1,8 км).
Вдоль реки расположены деревни Тюлюкасы, Елабыш, Тузи-Мурат, Хорн-Кукшум Вурнарского района.

## Название
Название произошло от языческого мужского имени Илепер. 

Прежние названия: Леберка (Либерка), Элибер (1928). На «Карте Автономной Чувашской области» (1923) — Леберка.

## Данные водного реестра
По данным государственного водного реестра России относится к Верхневолжскому бассейновому округу, водохозяйственный участок реки — Цивиль от истока и до устья, речной подбассейн реки — Волга от впадения Оки до Куйбышевского водохранилища (без бассейна Суры). Речной бассейн реки — (Верхняя) Волга до Куйбышевского водохранилища (без бассейна Оки).
Код объекта в государственном водном реестре — 08010400412112100000100.